# Renaud de Porcelet
Renaud de Porcelet, mort vers 1318, est un prélat français, évêque de Digne au tout début du XIVe siècle.  
Rainaud de Porcellet est fils de Jean de Porcellet, chevalier du royaume de Naples, et d'Alizette de Sabran, fille d'Elzéar de Sabran et de Cécile d'Agoult.

## Biographie
Renaud est d'abord sacriste de l'église de Digne puis est élu évêque de Digne le 2 janvier 1303.

## Source
- La France pontificale (Gallia Christiana), Paris, s.d.